# F - The Perfect Insider
F - The Perfect Insider (すべてがFになる, Subete ga F ni naru) est un roman japonais de Hiroshi Mori, publié en avril 1996 par Kōdansha, marquant le début de la série S&M,. Une adaptation en manga dessinée par Trawar Asada est prépublié en 2001 dans le magazine Comic Birz et publié en un volume relié par Gentōsha. Le manga est publié en version française par Soleil Manga en 2006. Une adaptation en drama de dix épisodes est diffusée entre octobre et décembre 2014 sur Fuji TV. Une adaptation en anime réalisée par A-1 Pictures est diffusée entre octobre et décembre 2015 sur Fuji TV dans la case-horaire noitaminA au Japon,, et en simulcast sur Crunchyroll dans les pays francophones.

## Synopsis
Saikawa Sôhei, professeur agrégé de génie architectural, et Moe Nishinosono, la fille de son mentor, voyagent vers une île lointaine. Là bas, ils travaillent ensemble pour résoudre le meurtre d'un chercheur en intelligence artificielle de premier ordre ainsi que celui du directeur du laboratoire localisé sur l'île.

## Liste des épisodes
| No | Titre en français              | Titre original                      | Date de 1re diffusion |
| -- | ------------------------------ | ----------------------------------- | --------------------- |
| 1  | Entrevue en blanc              | 白い面会 Shiroi menkai              | 9 octobre 2015        |
| 2  | Rencontre en bleu pâle         | 蒼色の邂逅 Sōshoku no kaigō         | 16 octobre 2015       |
| 3  | Magie rouge                    | 赤い魔法 Akai mahō                  | 23 octobre 2015       |
| 4  | L’arc-en-ciel du passé         | 虹色の過去 Nijiiro no kako          | 30 octobre 2015       |
| 5  | Un espoir argenté              | 銀色の希望 Gin'iro no kibō          | 6 novembre 2015       |
| 6  | Une détermination rouge carmin | 真紅の決意 Shinku no ketsui         | 13 novembre 2015      |
| 7  | Des frontières grises          | 灰色の境界 Haiiro no kyōkai         | 20 novembre 2015      |
| 8  | Une aube violette              | 紫色の夜明け Murasakiiro no yoake   | 27 novembre 2015      |
| 9  | L’angle mort jaune             | 黄色の死角 Kiiro no shikaku         | 4 décembre 2015       |
| 10 | La vérité couleur aster        | 紫苑色の真実 Shion'iro no shinjitsu | 11 décembre 2015      |
| 11 | Un week-end incolore           | 無色の週末 Mushoku no shūmatsu      | 18 décembre 2015      |